# Hans Petri
Hans Petri, nemški general, * 23. september 1877, † 1945.